# Voivodato de Lubusz

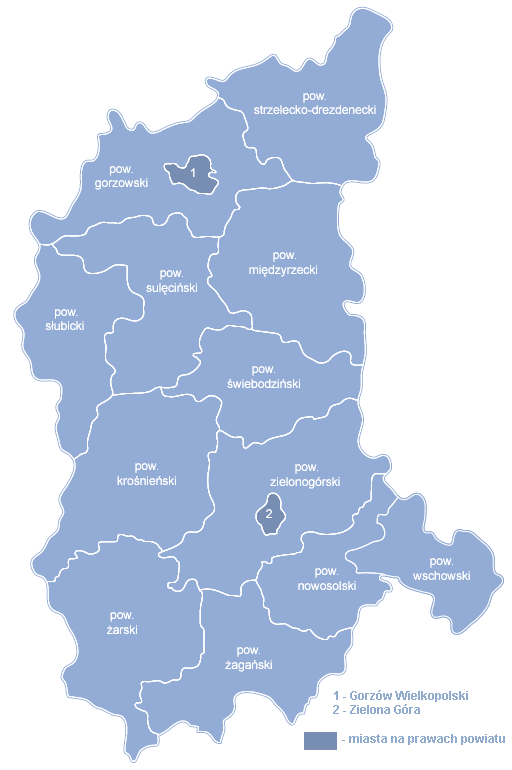
Divisiones administrativas del voivodato.

El voivodato de Lubusz o Lubus es una de las 16 provincias (voivodatos) que conforman la República de Polonia, según la división administrativa del año 1998.

## Subdivisiones
Ciudades-distrito
- Zielona Góra - 140 297 hab.
- Gorzów Wielkopolski - 124 295 hab.

Distritos
- Distrito de Żary- 96 876 hab.
- Distrito de Nowa Sól - 86 634 hab.
- Distrito de Żagań - 79 583 hab.
- Distrito de Zielona Góra - 75 750 hab.
- Distrito de Gorzów - 71 594 hab.
- Distrito de Międzyrzecz - 58 024 hab.
- Distrito de Świebodzin - 55 840 hab.
- Distrito de Krosno Odrzańskie - 55 245 hab.
- Distrito de Strzelce y Drezdenko - 49 366 hab.
- Distrito de Słubice - 47 101 hab.
- Distrito de Wschowa - 39 065 hab.
- Distrito de Sulęcin - 35 297 hab.